# Angolanische Volleyballnationalmannschaft der Frauen
Die angolanische Volleyballnationalmannschaft der Frauen ist die Auswahl angolanischer Volleyballspielerinnen, welche die Federação Angolana de Voleibol (FAV) auf internationaler Ebene, beispielsweise in Freundschaftsspielen gegen die Auswahlmannschaften anderer nationaler Verbände, aber auch bei internationalen Wettbewerben repräsentiert. 1978 trat der nationale Verband dem Weltverband Fédération Internationale de Volleyball (FIVB) bei. Im August 2012 wurde die Mannschaft nicht in der Weltrangliste geführt.

## Internationale Wettbewerbe

### Angola bei Weltmeisterschaften
Die Mannschaft konnte sich bisher nicht für eine Weltmeisterschaft qualifizieren.

### Angola bei Olympischen Spielen
Bisher gelang es der Mannschaft nicht, sich für die olympischen Wettbewerbe zu qualifizieren.

### Angola bei Afrikameisterschaften
Die Mannschaft kann bisher zwei Teilnahmen an der Afrikameisterschaft vorweisen:
| - 1976: nicht qualifiziert - 1985: nicht qualifiziert - 1987: nicht qualifiziert - 1989: nicht qualifiziert - 1991: nicht qualifiziert - 1993: nicht qualifiziert - 1995: 4. Platz - 1997: 3. Platz | - 1999: nicht qualifiziert - 2001: nicht qualifiziert - 2003: nicht qualifiziert - 2005: nicht qualifiziert - 2007: nicht qualifiziert - 2009: nicht qualifiziert - 2011: nicht qualifiziert |

### Angola bei den Afrikaspielen
Angolas Volleyballnationalmannschaft der Frauen nahm bisher mindestens ein Mal an den Wettbewerben der Afrikaspiele teil: 1999 erreichte die Mannschaft mit dem achten Platz ihren größten Erfolg.

### Angola beim World Cup
Angola kann bisher keine Teilnahme am World Cup – dem Qualifikationsturnier für die Olympischen Spiele – vorweisen.

### Angola beim World Grand Prix
Der World Grand Prix fand bisher ohne angolanische Beteiligung statt.